# Anseropoda fisheri
Anseropoda fisheri är en sjöstjärneart som beskrevs av Khwaja Muhammad Sultanul Aziz och Jacques Jangoux 1985. Anseropoda fisheri ingår i släktet Anseropoda och familjen Asterinidae.
Artens utbredningsområde är Filippinerna. Inga underarter finns listade i Catalogue of Life.